# Umladeproblem
Als Umladeproblem (englisch transshipment problem) wird im Transportwesen der kostenminimale Gütertransport von Vorratsorten über Umschlagplätze, Zwischenlager oder Montageorte zu den Bedarfsorten bezeichnet.

## Allgemeines
Vorratsorte sind die Produktionsstätten oder Händler eines Gutes, als Bedarfsorte gelten die Verbraucher. Beim Umladeproblem handelt es sich um die Verallgemeinerung des klassischen Transportproblems, wobei im Gegensatz zu diesem die Vorratsorte nicht mehr direkt mit den Bedarfsorten, sondern nur indirekt über eine dritte Anzahl von Orten (Umladeorte, Hubs and Spokes) verbunden sind. Ein weiterer Unterschied besteht in der möglichen Begrenzung der Transportmenge, die nur beim Umladeproblem zu berücksichtigen ist. Zu einem Umladeproblem kann es mithin nur kommen, wenn zwischen Vorrats- und Bedarfsort noch mindestens ein Umladeort erforderlich wird. Konkret führt von einem Vorratsort genau ein Transportweg zu jedem Umladeort, und von jedem Umladeort führt genau ein Transportweg zu jedem Bedarfsort.

## Durchführung
Eine der grundlegendsten Aufgaben der Logistikplanung besteht darin, Frachtgüter von Anbietern zu Nachfragern so zu transportieren, dass die gesamten Transportkosten minimal sind.  Beim Umladeproblem wird ein kostenminimaler Transportweg vom Vorratsort über Umladeorte zum Bedarfsort gesucht. Mindestens ein Umladeort ist beim kombinierten Verkehr erforderlich, wenn zusätzlich auch verschiedene Verkehrsträger zum Einsatz kommen.
Beim Umladeproblem müssen die Transportwege und die Transportgüter simultan betrachtet werden. Es ist zu berücksichtigen, dass bestimmte Transportwege und/oder Transportmittel nur eine bestimmte Transportmenge zulassen (etwa die Ladekapazität von Schiffen auf Wasserwegen). Kürzeste Transportwege können gesperrt sein (Umleitung auf Straßen, Hoch- oder Niedrigwasser auf Binnengewässern), so dass beim Umladeproblem lediglich suboptimale Lösungen möglich sind.

## Operations Research und Graphentheorie
Umladeprobleme sind ein typisches Optimierungsproblem der Logistik, das mit Hilfe des Operations Research gelöst werden kann. Dabei wird zwischen dem unkapazitierten Umladeproblem, das bei Transportwegen keine Kapazitätsbeschränkungen vorsieht, und dem kapazitierten Umladeproblem mit vorhandenen Beschränkungen unterschieden. Außerdem hilft die Graphentheorie bei der Visualisierung des Umladeproblems. Sind nämlich in allen Orten gleichzeitig Bedarfs-, Angebots- und Umlademengen möglich, so liegt ein Transportnetzwerk vor, bei dem sich in der graphischen Darstellung die Knoten als Orte (Vorratsorte, Umladeorte, Bedarfsorte) und die Kanten als Transportwege interpretieren lassen.

## Spezielle Umladeprobleme
- Transportproblem: es gibt keine Umladeknoten,
- Zuordnungsproblem: alle Angebots- und Nachfragemengen sind genau 1,
- S-t-Fluss-Problem: es gibt genau einen Anbieter- und einen Nachfrageknoten[8].